# Daphnopsis sellowiana
Daphnopsis sellowiana är en tibastväxtart som beskrevs av Paul Hermann Wilhelm Taubert. Daphnopsis sellowiana ingår i släktet Daphnopsis och familjen tibastväxter. Inga underarter finns listade i Catalogue of Life.